# 零多項式
数学における零多項式（れいたこうしき、ゼロたこうしき、英: zero polynomial, null polynomial）は全ての係数が 0 の多項式を言う。しばしば、零多項式自身をやはり 0 で表す。零多項式は、一変数または多変数の多項式環における零元である。
零多項式を定数多項式や任意次数の斉次多項式と見ることもできるし、そうしないこともあり得る。

## 環の零元
適当な体 K 上の多項式環 K[x] の各元 f に対して、零多項式 0 は f + 0 = 0 + f = f を満たす。すなわち 0 は K[x] の加法群に関する単位元である。任意の環においてそうであるように、多項式の積に関して f⋅0 = 0⋅f = 0 が成り立ち、0 は K[x] の乗法に関する吸収元である。これら両方の意味において、零多項式 0 は多項式環 K[x] の零元である。
埋め込み 1K ↦ x0 のもとで K ⊂ K[x] と見るとき、各スカラー k ∈ K は K[x] の元として定数多項式を定めるから、この意味において零多項式は定数多項式である。

## 多項式函数
零多項式の定める多項式函数は零函数である。しかし逆は正しくない（例えば係数体が二元体 F2 上の非零多項式 x2 − x の定める多項式函数 f: F2 → F2 は f(0) = f(1) = 0 だから零函数である）。一つの十分条件として、係数体が無限体ならば零函数を定める多項式は零多項式に限る。
定数多項式の定める多項式函数が定数函数であり、零函数は定数 0 を割り当てる定数函数であるから、その意味において零多項式を定数多項式に含めることに齟齬はない。しかし、零函数は定義域内の全ての元がその零点であり、その意味において零多項式は無数の根を持ち得る（例えば、R 上の零多項式函数はそのグラフが x-軸に一致する）。他の定数多項式は根を持たないから、その点で零多項式は他の定数多項式との共通性を持たない。

## 次数
零多項式において係数が非零である項は存在しないから、非零係数を持つ項の変数が持つ冪指数の最小値という通常の定義によって次数を定めることはできない。零多項式の次数は明示的に「定義しない」とするか、負整数または負の無限大とする規約がよく用いられる。非零定数多項式の次数は明らかに 0 であるから、定数多項式に零多項式を含めないという規約を定めるならば、多項式に対して次数 0 であることと定数であることとを同じ意味に用いることができる。
多項式のユークリッド除法では、多項式 P を M で割った商 Q と剰余 R をP = QM + R (R = 0 または deg(R) < deg(M)) となるただ一組の (Q, R) として定義できる。零多項式の次数 deg(0) を負数と定義することは、単純に P = QM + R (deg(R) < deg(M))　と書けるという点において有意である。
整域上の非零多項式の和に対してその次数は deg(P + Q) = max{deg(P), deg(Q}), あるいは積について deg(PQ) = deg(P) + deg(Q), などが成り立つが、零多項式の次数を −∞ とすることで、P または Q が零多項式となる場合も除外せずに済む。

## 斉次多項式
斉次多項式はふつう全ての項の（全）次数が斉しい多変数の多項式を言う。その意味において、零多項式はいかなる次数の斉次多項式でもない。しかし、斉次多項式 P はスカラー λ ≠ 0 によるスカラー倍に関して P(λ⋅x) = λk⋅P(x) となる自然数 k が存在するという意味において、斉 k-次の斉次函数である。零多項式はその意味において任意の斉次次数を持つ斉次多項式と見なすことができる。
零多項式が任意の次数の斉次多項式と見なすことは、k-次の斉次多項式全体 Ak が多項式の和に関して加法群となるために、あるいは和とスカラー倍に関してベクトル空間を成すようにするために有用である。このとき、多項式環 K[x] は次数環としての斉次成分への分解 K[x] = A0 + A1 + ⋯ ができ、これはまたベクトル空間の直和分解であり、したがって次数付き多元環としての分解になる。